# Attagenus brunneus
Attagenus brunneus is een keversoort uit de familie spektorren (Dermestidae). De wetenschappelijke naam van de soort werd in 1835 gepubliceerd door Franz Faldermann.